# Fritte (Filter)

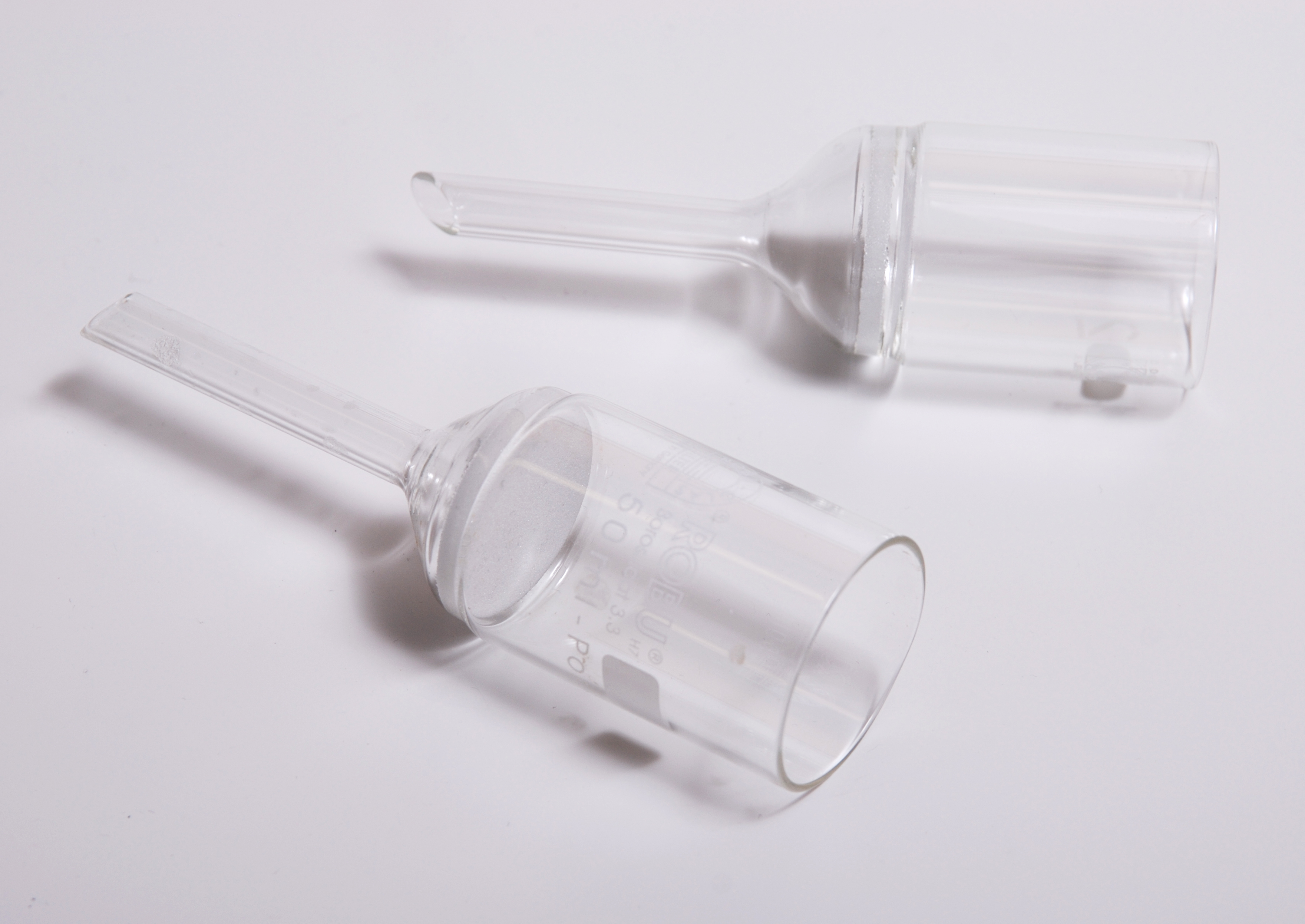
Glasfritten

Die Fritte (auch Filternutsche) ist ein Filter aus Glas oder Keramik, der zum Filtern auch feinster Partikel verwendet wird. Das Glas oder die Keramik sind porös, so dass der herauszufilternde Stoff wie in einem sehr feinen Sieb in den Poren hängen bleibt.

## Herstellung und Name
Fritten bestehen aus einem Trichter, in den ein Filter eingearbeitet ist. Der Filter besteht aus porösem Glas mit verschiedenen Porenöffnungen. Dieses Glasmaterial wird durch Zusammenbacken von Glaspulver unterhalb des Schmelzpunkts  erhalten, ggf. in Verbindung mit einem Abschrecken in Wasser. Solches Pulver bzw. Glaskuchen hieß früher Fritte und wurde ausschließlich zur weiteren Glasherstellung als Zwischenprodukt hergestellt.

## Verwendung
Die Anwendung der Fritte richtet sich nach der Größe ihrer Poren. Nach der ISO-Norm 4793-80 (Laboratory sintered (fritted) filters — Porosity grading, classification and designation) unterscheidet man sieben Porenweiten nach dem jeweiligen Filtrationszweck:
| ISO-Kennzeichnung | Kennzeichnung | Nennweite der Poren in µm | Anwendungsgebiet der Fritte |
| ----------------- | ------------- | ------------------------- | --- |
| P 500             | POR 00 / G 00 | 250–500                   | Filtration von groben Niederschlägen, Gasverteilung in Flüssigkeiten mit geringem Gasdruck                                                                                               |
| P 250             | POR 0 / G 0   | 160–250                   | Filtration von groben Niederschlägen, Gasverteilung in Flüssigkeiten mit geringem Gasdruck                                                                                               |
| P 160             | POR 1 / G 1   | 100–160                   | Grobfiltration, Gasverteilung mit höherem Druck |
| P 100             | POR 2 / G 2   | 040–100                   | Präparative Feinfiltration, präparatives Arbeiten mit kristallinen Niederschlägen, Diffusion von Gasen in Flüssigkeiten                                                                  |
| P 40              | POR 3 / G 3   | 016–40                    | Analytische Filtration, analytisches Arbeiten mit mittelfeinen Niederschlägen, präparatives Arbeiten mit feinen Niederschlägen, Diffusion von Gasen in Flüssigkeiten                     |
| P 16              | POR 4 / G 4   | 010–16                    | Analytische Feinfiltration, analytisches und präparatives Arbeiten mit sehr feinen Niederschlägen, sehr feine Gasverteilung in Flüssigkeiten mittels Druck, Sperrventile für Quecksilber |
| P 1,6             | POR 5 / G 5   | 001–1,6                   | Feinstfiltration, bakteriologische Filter, Filtration von größeren Mikroorganismen, extrem feine Gasverteilung in Flüssigkeiten mittels hohem Druck                                      |

Neben der ISO-Norm 4793-80 beschreibt der US-amerikanische Standard ASTM E128-99 (Maximum Pore Diameter and Permeability of Rigid Porous Filters for Laboratory Use) ein Testverfahren zur Ermittlung der Porengrößen von Filterfritten.

## Reinigung
Sind Fritten durch unachtsame Arbeitsweise mit feinen Partikeln blockiert, verfärbt oder einfach nicht mehr gut gängig, behilft man sich oft starker Oxidationsmittel, um die Verunreinigungen zu entfernen. Speziell die aus Schwefelsäure und handelsüblichem Wasserstoffperoxid frisch zubereitete Carosche Säure findet dafür Verwendung. Dabei ist die hohe Reaktionsfähigkeit dieses Oxidationsmittels mit organischen Stoffen und die unter Umständen explosionsartige Zersetzung in Gegenwart geeigneter Katalysatoren zu berücksichtigen. Alternativ können geeignete Fritten in vielen Fällen auch einfach ausgeglüht werden.

## Einlassfritte
An das Schlauchende, mit dem aus einem Vorratsgefäß Flüssigkeit angesaugt wird – z. B. für die Chromatographie –, werden i. d. R. ähnliche poröse Körper angehängt und als Einlassfritten bezeichnet. Sie haben häufig die Form eines Zylinders (Höhe größer als Durchmesser) mit oben angebrachtem Verbindungsstück für den Schlauch. Im Unterschied zu normalen (Filter-)Fritten werden sie häufig aus Metall hergestellt.